# Povos ameríndios
Os povos ameríndios são os habitantes originários das Américas antes da chegada dos europeus e os seus descendentes atuais. Seus ancestrais vieram da região do Nordeste da Ásia e Sibéria e chegaram às Américas há aproximadamente 20 mil anos, provavelmente pela travessia a pé da massa de terra da Beríngia, onde atualmente está o Estreito de Bering.
O termo "índio" provém do fato de que Cristóvão Colombo, quando chegou ao continente Americano, estava convencido de que tinha chegado à Índia, haja vista que o gentílico em espanhol para a pessoa nativa da Índia é "índio" e dessa maneira chamou os povos que ali encontrou. Por essa razão também, ainda hoje se refere às ilhas do Caribe como Índias Ocidentais. Mais tarde, estes povos foram considerados uma raça distinta e também foram apelidados de "peles vermelhas" a denominação de "índio" atualmente pode ser considerada pejorativa e discriminatória, sendo mais respeitoso o termo "ameríndio".
Na América do Norte, estes povos são conhecidos também pelas expressões "povos aborígenes", "índios americanos", "primeiras nações" (principalmente no Canadá), "nativos do Alasca" ou povos indígenas da América. No entanto, os esquimós (inuit, yupik e aleutas) e os métis (mestiços) do Canadá, que têm uma cultura e genética diferente dos restantes, nem sempre são considerados naqueles grupos. Estes termos compreendem um grande número de distintos povos, estados e grupos étnicos, muitos dos quais vivendo como comunidades com um estatuto político.

## Histórico

### Origem

Evolução da ponte de terra da Beríngia, no atual Estreito de Bering, que ligava o Nordeste da Ásia às Américas. Segundo a teoria mais aceita do povoamento da América, o homem chegou ao continente americano pela travessia a pé dessa massa de terra.

Mapa das primeiras migrações humanas, de acordo com a hipótese da origem única.

Os ancestrais dos povos indígenas da América se separaram dos povos da Ásia Oriental entre 35 e 25 mil anos atrás e migraram em direção ao norte, alcançando o leste da Sibéria, aonde se miscigenaram com os Antigos Eurasiáticos do Norte - uma população antiga da Sibéria e Ásia Central - em algum momento entre 20 e 25 mil anos atrás. Dessa mistura surgiram os ancestrais diretos das populações do extremo nordeste da Sibéria e dos povos indígenas da América (paleoíndios).
A migração dos paleoíndios da Sibéria para a América do Norte ocorreu há cerca de 20 mil anos, provavelmente por meio da travessia da Beríngia, mas também é proposta uma rota alternativa por navegação próxima à costa. Rapidamente, ao longo dos milênios seguintes, os descendentes desses asiáticos seguiram ao sul, povoando o continente americano. A tese da origem siberiana dos ancestrais dos ameríndios já foi comprovada por diversos estudos genéticos.
Os povos falantes de línguas na-dene e esquimó-aleutinas possuem uma parte de sua ancestralidade oriunda de migrações posteriores do Nordeste da Ásia.
Diversos crânios de paleoíndios, como o de Luzia e do Homem de Kennewick, e os de algumas populações indígenas encontradas pelos europeus - como os fueguinos da região argentina da Terra do Fogo e os pericúes do estado mexicano da Baixa Califórnia Sul - apresentam uma morfologia atípica para os ameríndios e, com isso, foram elaboradas teorias que os indivíduos de tais crânios tinham uma ascendência diferente da dos indígenas contemporâneos, possivelmente relacionada a australo-melanésios, polinésios, europeus ou ainus. No entanto, estudos genéticos descarataram qualquer origem alternativa dos povos indígenas da América ou de seus ancestrais e um desses artigos afirma que as morfologias cranianas diferenciadas podem ser explicadas pelo fluxo genético dos Antigos Eurasiáticos do Norte.
Os habitantes da América no Paleolítico Superior não tinham tecnologia de confecção de artefatos líticos muito evoluída, pois há indícios de que seus instrumentos de caça eram pedras aos e cachorros domesticados para este fim. Os caçadores e coletores, tiveram um rápido avanço em direção ao sul, e tinham instrumentos de caça mais evoluídos, como por exemplo projéteis pontiagudos.

### Genética

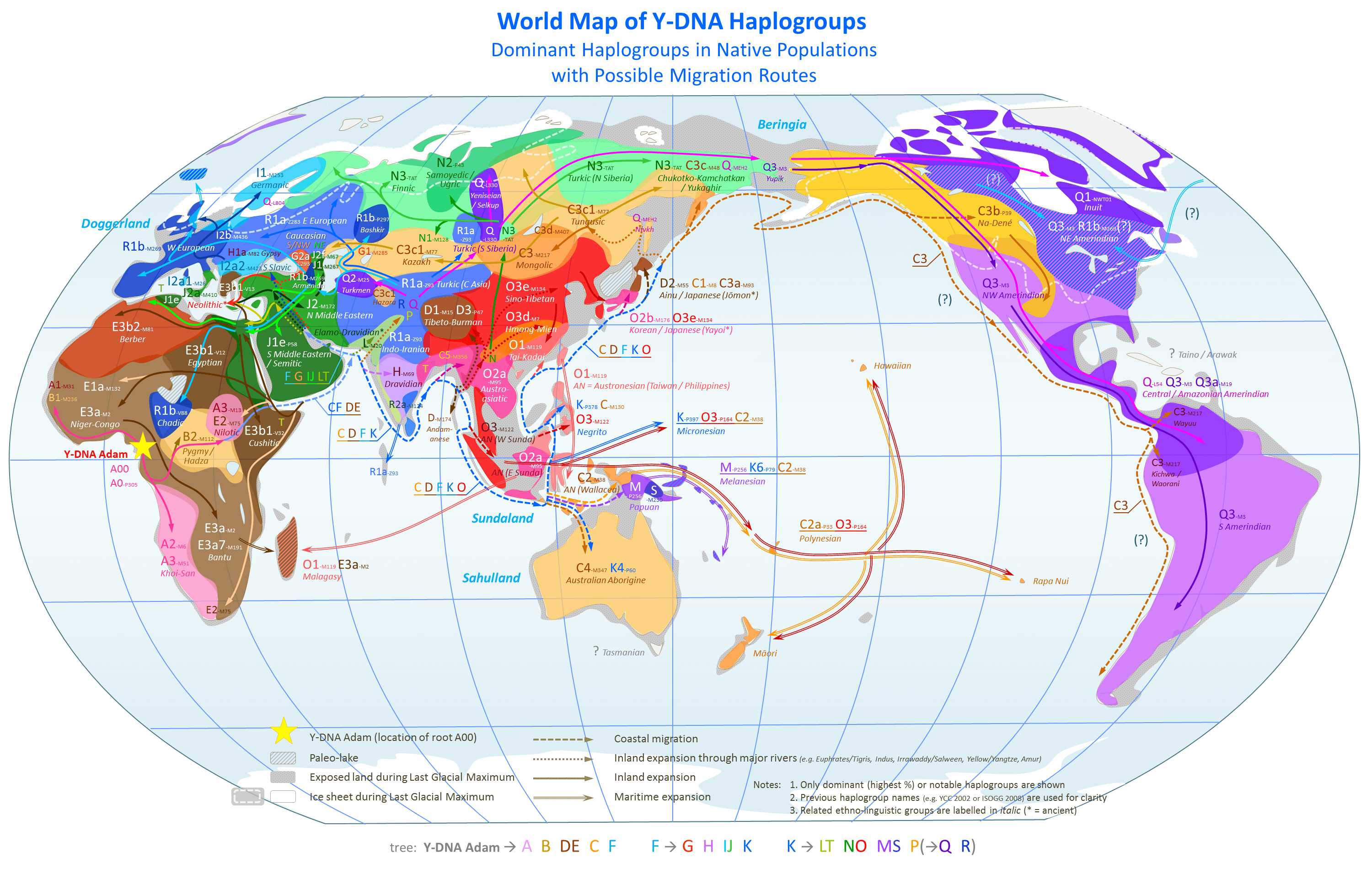
Mapa dos haplogrupos do cromossoma Y humano.

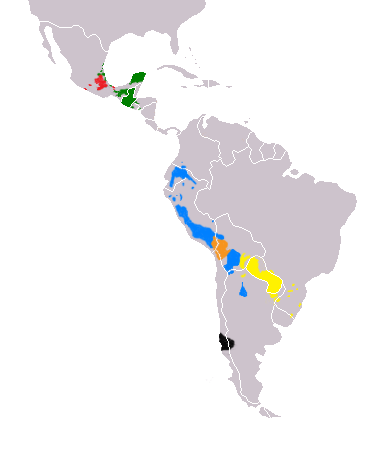
Distribuição de língua pré-colombianas mais faladas na América Latina no início do século XXI: Quíchua, Guarani, Aimará, Nauatle, Línguas Maias, Mapuche

De acordo com um estudo genético autossômico de 2012 e depois outros mais tarde, os ameríndios descendem de pelo menos três correntes provenientes do Leste e Nordeste da Ásia. Grande parte descende diretamente de uma única população ancestral, chamada "primeiros americanos". Contudo, os esquimós e aleútes do Ártico herdaram quase metade da sua ancestralidade de uma segunda corrente vinda do leste asiático, e os que falam as línguas na-dene por sua vez, herdaram a décima parte da sua ancestralidade de uma terceira corrente. O povoamento inicial seguiu uma expansão para o sul, pela costa, com pouco fluxo gênico posterior, especialmente na América do Sul. Uma exceção a isso são os chibchas, que têm ancestralidade tanto do norte como do sul da América.
Segundo estudos, os povos indígenas da América herdaram cerca de 60% de sua ancestralidade e genética dos asiáticos orientais e os aproximadamente 40% restantes dos Antigos Eurasiáticos do Norte.
Um outro estudo, focado no DNA mitocondrial (aquele que é herdado pela linhagem materna), revelou que os nativos do continente americano têm sua ancestralidade materna traçada a um pequeno número de linhagens do leste asiático, que teria chegado pelo estreito de Bering.
Análises linguísticas corroboram os estudos genéticos, tendo sido encontradas antigas relações e padrões de similaridade entre as línguas faladas na Sibéria e aquelas faladas no continente americano.

## Cultura

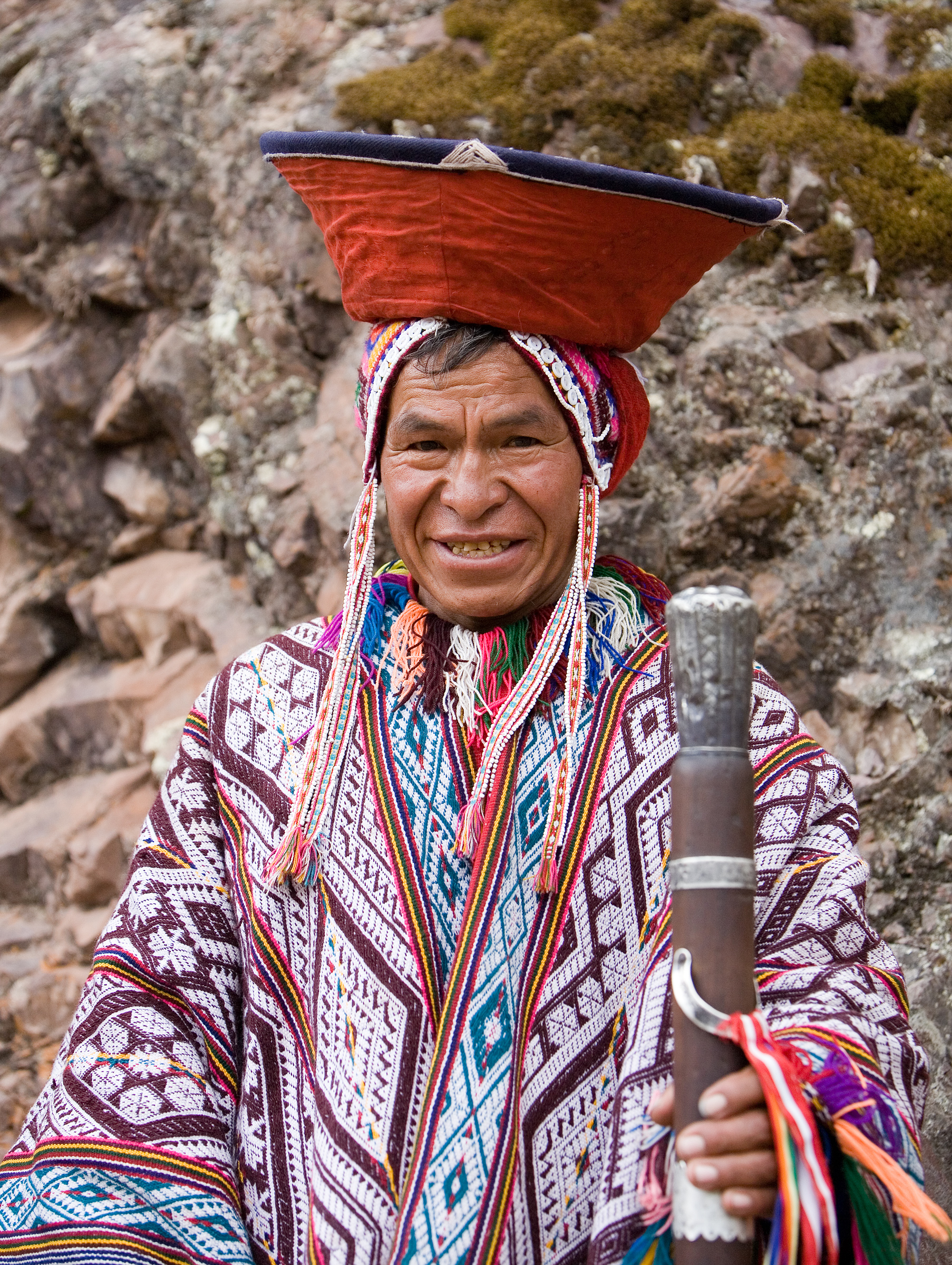
Homem andino em traje tradicional em Písac, Peru.

### Técnicas agrícolas
O desenvolvimento da agricultura das sociedades pré-colombianas pode se comparar ao europeu, pois esta era desenvolvida há mais de 7 000 anos, baseada nas culturas de milho, abóbora e feijão, todos naturais da América, além da mandioca, que era plantada nas áreas de floresta tropical. O desenvolvimento de outras culturas além destas foi limitado, pois havia poucos animais domesticáveis, como a lhama para puxar o arado. Isto fez com que o desenvolvimento de outras diversas culturas.
Apesar de os viquingues, ou nórdicos, terem explorado e estabelecido bases nas costas da América do Norte a partir do século X e terem aí deixado marcas, como a runa de Kensington, estes exploradores aparentemente não colonizaram a América, limitando-se a tentar controlar o comércio de peles de animais e outras mercadorias da região. Por outro lado, a colonização europeia das Américas mudou radicalmente as vidas e culturas dos nativos americanos. Entre os séculos XV e XIX, estes povos viram as suas populações devastadas pelas privações da perda das suas terras e animais, por doenças e, em muitos casos por guerra. O primeiro grupo de nativos americanos encontrado por Cristóvão Colombo, estimado em 250 mil aruaques do Haiti, foram violentamente escravizados e apenas 500 tinham sobrevivido no ano 1550; o grupo foi extinto antes de 1650.
No século XV, os espanhóis e outros europeus trouxeram cavalos para as Américas e alguns destes animais escaparam e começaram a reproduzir-se livremente. Ironicamente, o cavalo tinha originalmente evoluído nas Américas, mas extinguiu-se na última idade do gelo.
Os europeus também trouxeram com eles doenças contra as quais os nativos americanos não tinham imunidade, tais como a varicela e a varíola que, muitas vezes são fatais para estas pessoas. É difícil estimar a percentagem de nativos americanos mortos por estas doenças, mas alguns historiadores estimam que cerca de 80% da população de alguns povos foi extinta por doenças europeias. A dívida histórica dos colonizadores para com os povos nativos é imensa. Cresce a discussão sobre formas de compensação pelos danos causados e outros assuntos indígenas, a nível internacional, como atesta o grande número de organizações que se dedica ao tema, por exemplo: International Work Group for Indigenous Affairs; Cultural Survival; Abya Yala Net – NativeWeb; Native Americans e Australian Institute of Aboriginal and Torres Strait Islander Studies.

### Tabus e crenças alimentares
Embora os ameríndios tivessem a disposição uma grande variedade de fontes de alimentos animais, vegetais e até minerais, alguns eram vedados em determinas circunstâncias. A proibição podia ser imputada ao sexo masculino ou feminino ou à idade da pessoa devido a: a algum rito de passagem; aos parentes com o nascimento ou falecimento de algum membro da família; em casos de doenças; nos períodos de parto, menstruação e gravidez; quando o animal é venenoso ou por ter um gosto ruim; por ser animal de estimação; pelo fato do animal ser fêmea grávida; a rituais de caça, pesca ou guerra e em várias outras situações.
Nas suas atividades de caça, pesca, coleta e preparo de alimentos  os indígenas das Américas obedeciam as regras ditadas pelas crenças e por tabus. Algumas dessas proibições tinham motivo lógico para existirem como, por exemplo, por se tratar de alimentos venenosos ou que causavam problemas no organismo. Contudo, muitos se enquadravam na classe de tabus mágicos ou crenças. É importante ressaltar que vários povos ao longo da história impunham e ainda impõe restrições e permissões alimentares, valendo lembrar que há vários exemplos na Bíblia como a proibição de vários alimentos que Moisés prescreveu ao seu povo. Alguns alimentos são entendidos como representativos de coisas e entidades como, por exemplo, o pão e o vinho que na liturgia da Igreja Católica são vistos respectivamente como a carne e o sangue de Jesus Cristo.
Indígenas do Brasil e Colômbia da região do rio Uaupés diziam que antes eram vegetarianos e nunca adoeciam. Os problemas de saúde apareceram quando começaram a comer caça e peixe. Quando alguém contraía determinada doença, o pajé privava-o da ingestão de carne de alguns animais.

### Puberdade e menstruação
Quando se entrava na puberdade havia um ritual chamado Kariamã entre os povos do baixo Rio Içana da Colômbia e Brasil. Nele a pessoa ficava cerca de quinze dias em reclusão, findo os quais era trazida para a casa do pai e colocada ao lado de um recipiente com beijus, outro com quinhampira, outro com dois tipos de peixe cozido, uma cabeça de peixe cru e uma minhoca. Alguém da família fazia um longo discurso permeado de conselhos, no fim do qual fazia o(a) iniciado(a) tocar com os dedos e depois com os lábios a cabeça de peixe e depois a minhoca. A pessoa podia então provar os alimentos dos recipientes, que lhe eram dados por quem fez o discurso. Outra pessoa adulta fazia novo discurso e nova prova dos alimentos. Por fim o pai servia um pouco do alimento à pessoa e depois a açoitava. Quando a iniciada era moça, podia, a partir deste dia, preparar e se alimentar de peixe e caça (embiara) sem sofrer nenhum mal. Os Kamaiurá do Mato Grosso ofereciam aos jovens na puberdade, que ficavam reclusos por dois ou três meses, apenas água, cauim (sem fermentar) e peixes não ofensivos.
Entre os Tuyuca mulheres menstruadas e homens que participavam de rituais deviam restringir seus hábitos alimentares.
Quando as meninas entravam na puberdade entre os Maué da Amazônia seguiam um ritual que durava dez meses, durante os quais só comiam inhambu, tucano, urubu e formigas.Às moças menstruadas eram servidas urupês (cogumelo orelha-de-pau) pelos pais. As parturientes com os respectivos maridos passavam o primeiro mês após o parto alimentando-se apenas de mingau e çapó. Passado este período, comiam inhambu. Para que o parto não fosse doloroso, os quadris da mulher eram banhados com casca de ovos de aves e cinzas de caveira de paca. No processamento do azeite de andiroba não podia participar mulher menstruada senão ele não ficaria bom.
Entre os Ipurucotó de Roraima, quando a moça menstruava pela primeira vez, era colocada em uma rede suspensa bem alto e lá ficava até o término do período. Então a rede era abaixada e a moça descansava três dias, findos os quais era agarrada e recebia três chibatadas do pai para em seguida ter colado nos seus seios um pary (esteira) saturado das ferozes formigas apará que, com seus temíveis ferrões, provocam muita dor e sangramento. Repetiam a operação no abdômen, depois nas costas e depois a deixavam em dieta restrita, acreditando que todo o ritual proporcionava à mulher coragem e forças para enfrentar os trabalhos mais penosos.
Índias Cahuilla, da Califórnia, evitavam a ingestão de sal, gordura e carne durante o período menstrual.  As moças de alguns povos amazônicos, pouco antes da primeira menstruação, deviam tomar sopa de aipim para aquecer a vagina, comer carne de tartaruga branca e os peixes mandi e aracu e beber chibé.
A moça menstruada dos Uitoto, do médio Rio Solimões no Amazonas, só podia comer beiju e o peixe mandubi. Não podia falar com adultos senão os dentes destes apodreceriam. A ela era proibido tocar em objetos ou comidas de outras pessoas. Mulheres Yanomámi do Amazonas não comiam carne de paca e veado e quando estavam menstruadas eram-lhes vedadas carnes de macaco, anta, porco e outros animais para que não sentissem dores nas costas.
Moças menstruadas dos Uanana do Amazonas podiam se alimentar da formiga maniuara e do beiju. O peixe jeju ou carne de tatu eram os alimentos indicados após o rito de flagelação. Acreditavam que a carne do tatu era composta pelas carnes de todos os outros animais. Rapazes, durante o rito de iniciação, só podiam comer ovos de marimbondo assados e beijus, além de não poderem ver mulher nesta fase que antecedia o açoite, pancadas e jejum no rito de iniciação. Acreditavam também que seus alimentos eram soprados pelo Jurupari, espírito do mal, para dar valentia aos homens e bondade às mulheres. Aos meninos eram dados os corações do jabuti para que se tornassem valentes. Durante a primeira menstruação, indígenas Tupi (várias povos litorâneos do Rio Grande do Sul até a Bahia) deviam jejuar por três dias e depois só podiam comer farinha e raízes cozidas.
Outros primeiro submetiam a adolescente na sua primeira menstruação a uma série de cerimônias e depois prendiam a moça em uma gaiola, que era erguida até próximo ao teto e as moças tinham de jejuar por alguns dias. Neste período, dependendo do costume vigente, podiam ingerir um pouco de mingau feito de farinha e água. Durante as menstruações posteriores abstinham-se de qualquer alimento.
Mulheres menstruadas dos Pomo, da Califórnia, e seus maridos não podiam tocar plantas a serem coletadas e nem mesmo adentrar nas áreas onde estas plantas estivessem. Moça dos Maués do Amazonas só podia comer urupês, tucano e inhambu durante sua primeira menstruação. Após o parto, só podiam ingerir depois da menstruação seguinte a bebida çapó e mingau e depois de quinze dias inhambu.
Diversas etnias indígenas da Amazônia acreditavam que o líquido catamenial, expelido durante a menstruação, outras secreções femininas e mesmo a urina eram excelente remédios contra picada ou ferroada de animais peçonhentos. Quando se queria enfeitiçar alguém fazendo com que ficasse perdidamente apaixonado, adicionava-se na bebida algumas destas secreções. Quando uma indígena virgem andina era violentada, ela fazia um retiro e se alimentava apenas de comida e argila benzidas pelo feiticeiro. Acreditava que assim seu espírito seria curado e sua virgindade restaurada.

### Casamento, gravidez e parto
As mulheres casadas dos Guaicurus do Mato Grosso e Paraguai eram proibidas as carne de anta e capivara. Nativos da região acreditavam que as recém-casadas do rio Uaupés, que traiam o marido, à noite transformavam-se em antas e saiam para pastar, mas deixavam suas pernas na rede e voltavam de madrugada. Se o marido colocasse as pernas da esposa no lado oposto da rede, no outro dia a adúltera iria sentir fortes dores nos quadris.
Índias dos Guayquirie da Venezuela eram submetidas por quarenta dias antes do casamento a uma ração diária de três frutos de palmeira, cerca de noventa gramas de um tipo de beiju de mandioca e um pequeno pote de água. No dia do casamento uma vasilha de comida era colocada na mata para que o espírito do mal não atrapalhasse a festa.
Mulheres grávidas dos Tukano do Brasil, Colômbia, Peru, Bolívia e Equador não deviam comer peixes pescados em cacuris, armadilhas em forma de currais circulares. Já as grávidas do rio Uaupés não deveriam comer peixes pescados com o espinhel, caso contrário nenhum peixe seria depois fisgado. Da mesma forma, o primeiro peixe pescado no espinhel não poderia ser comido por ninguém. Grávidas e animais prenhes não podiam entrar na água que ia receber o timbó.
Durante a gravidez das esposas dos Tupinambá da Bahia seus homens evitavam caçar ou pescar animais fêmeas, porque acreditavam que seus filhos morreriam. Entre os Maués do Amazonas mulheres grávidas não podiam tocar nas armas e nem nas caças. Entre alguns povos amazônicos, na fabricação da canoa não podia participar quem tivesse esposa grávida, já que acreditavam que o trabalho desandaria.
Entre vários grupos indígenas o marido ficava sujeito a restrições alimentares quando a esposa dava à luz. No parto dos Bororó do Mato Grosso os pais deviam jejuar por uma semana ou cinco dias e não tomar água fresca. Esta devia ser morna e durante os cinco dias só podiam mastigar folhas de certas plantas e engolir o sumo resultante.
Os Saliva da Venezuela tinham o costume de acreditar que dar à luz gêmeos consistia em desonra e os pais eram alvos de chacotas. Quando, ao parir, desconfiasse que iria parir gêmeos matava e enterrava o primeiro a nascer. Entre os Chun da Guatemala havia a crença de que a ingestão de pupas de vespas do gênero Polistes spp. faria com que seus filhos nascessem com os olhos grandes, uma vez que as pupas têm olhos pigmentados de preto. Mulheres grávidas dos Maia do México comiam larvas de um tipo de vespa bravia e agressiva para que seus filhos também o fossem.
Entre os Surui de Rondônia os futuros pais faziam festa servindo bebida feita de mandioca, açaí e mel aos convidados, mas os anfitriões não podiam bebê-la.
No século XVI era costume em vários povos homens não manterem relações sexuais com suas esposas enquanto estivessem grávidas. Se na ausência do marido ela fizesse sexo com outra pessoa e isto fosse descoberto, a criança era enterrada viva ao nascer e a mulher morta. Quando os dois fossem mantidos vivos, a mulher só servia para satisfazer sexualmente jovens e outras pessoas solteiras e o filho bastardo era impedido de participar da rotina da aldeia e da guerra e todo alimento que ele tocasse era evitado por todos.
Os Uru-eu-wau-ewau de Rondônia incorporavam vários tabus alimentares como: o recém nascido gemeria e perderia o cabelo se seus pais comessem alimentos quentes; a pessoa ficaria tonta e morreria devagar se comesse animais considerados como gente, tipo veado roxo e jacu; se a pessoa tinha dois filhos pequenos e comesse jacamim eles não parariam de chorar; os peixes curimbatá e pirarucu davam coceira no corpo; paca dava mancha preta no corpo. Após o parto a placenta era enterrada dentro da maloca, já que os Tenetehára do Maranhão acreditavam que se ela fosse comida por algum animal o recém-nascido morreria. Já os Macuchy, ou Macuxi, de Roraima amarravam o cordão umbilical do recém-nascido no pulso do bebê, onde ficava por trinta dias, para evitar que ele pegasse tétano.
Para tornar o filho inteligente, as mães dos Surui de Rondônia davam-lhes chá de peri-pirioca (Cyperus piperioca). Os Xamacoco do Mato Grosso do Sul acreditavam que se um jovem comesse anta envelheceria depressa; se um adulto comesse veado ou ema ficaria covarde; se comesse ovos de ema perderia a esposa; se comesse tartaruga ficaria vulnerável na guerra e o contrário ocorreria se comesse jacaré.
Tanto o marido como a esposa grávida entre os indígenas do rio Uaupés, da Amazônia, não comiam umas frutinhas pretas da planta por eles chamadas de kã’rá puri para evitar que o filho nascesse com o pescoço comprido. As folhas desta planta eram usadas para enxugar as mãos e os futuros pais tinham o cuidado de aparar o ápice da folha antes de usá-la, evitando assim que o filho nascesse com pelos no rosto. Para que o filho não nascesse chorão, a gestante não fazia barulho enquanto trabalhava.
Mulheres gestantes dos Yanomámi do Amazonas não comiam cutia para a criança não nascer com o rosto deformado; jacaré para que não se parecesse como este animal; macaco causaria dores no útero; jabuti era proibido para o marido, do contrário a criança nasceria com deformação nos pés e mãos; cogumelo também vedado ao marido, para que a criança não nascesse com orelhas grandes.
Os Tenetehara do Maranhão não abatiam nem ingeriam, durante a gravidez de sua esposa, animais com espírito porque este se incorporaria nos seus filhos e traria conseqüências danosas, de acordo com o animal.  O filho nasceria louco se fosse carne de arara-preta, jacamim, gavião ou de onça-pintada; perturbado e com cara de onça se fosse de onça-preta; louco e com rabo se fosse de onça-parda; louco e com movimentos lentos se fosse de bicho-preguiça; com nariz quase inexistente se fosse de tamanduá-bandeira; narigudo se fosse de tucano; de cabelo branco se fosse de jacu; com os dedos feios se fosse de japu, com o nariz vermelho se fosse de mutum-fava; com a cabeça chata se fosse de jibóia; com as mãos fracas se fosse de maracajá; com bico se fosse de arara-vermelha; com as mãos para trás e palmas invertidas se fosse de ariranha.
Logo após o nascimento, os pais entre os Sirionó da Bolívia não comiam carne de onça ou quati para que a criança não ficasse coberta de feridas. Se comessem carne de paca, acreditavam que haveria queda dos cabelos do recém-nascido. Temiam o nascimento de gêmeos e para evitá-lo não comiam grãos duplos de milho e pelo mesmo motivo as mulheres dos Urubu-Kaapor, do Maranhão, desde criança evitavam comer frutas duplas.
Quando nascia um menino no século XVI, em alguns povos eram feitas oferendas de garras de onça e de aves de rapina para que ele crescesse virtuoso e com grande coragem. O pai ficava três dias alimentando-se apenas de farinha de mandioca e água pura e colocava o filho dentro de armadilhas de caça, atirava pequenas flechas e lançava sobre ele redes de pesca, para que o menino crescesse tendo o dom de caçar, pescar e guerrear. Enquanto não secasse o umbigo do bebê Juruna, do Mato Grosso e Pará, o pai não podia atirar flechas, caso contrário haveria sangramento no umbigo.
Entre os Tupinambá que habitavam o litoral brasileiro de São Paulo à Bahia, o pai dava ao filho recém-nascido garras de onça para que ele fosse um bom caçador. Com o mesmo objetivo os Kaapor (Urubu) do Maranhão davam aos filhos colares feitos de ossos de mutum e, para que também fossem fortes, acrescentavam ossos de jibóia.